# Richard Trautmann
Richard Trautmann, (* 7. února 1969 v Mnichově, Německo) je bývalý německý zápasník – judista, olympijský medailista z roku 1992 a 1996.

## Sportovní kariéra
Judu se věnoval od 5 let v Mnichově pod vedením Gerda Eggera. Celou jeho sportovní kariéru ho omezovala ztráta ledviny v dětství.
V roce 1992 si na úkor Raika Arnolda zajistil nominaci na olympijské hry v Barceloně. Ve čtvrtfinále olympijského turnaje zaskočil zvedačkou favorizovaného Francouze Philipa Pradayrola na ippon, ale v semifinále na svůj nečekaný postup nenavázal. V boji o třetí místo potvrdil formu, porazil Maďara Józsefa Wagnera a vybojoval bronzovou olympijskou medaili.
V roce 1995 si pátým místem na mistrovství světa v Tokiu zajistil účast na olympijských hrách v Atlantě v roce 1996 a opět se velmi dobře připravil. Nestačil pouze na Itala Girolama Giovinazza a obhájil bronzovou olympijskou medaili. S německou reprezentací se rozloučil po roce 1998.
Po skončení sportovní kariéry se věnuje trenérské práci. Má na starosti dorostenecké a juniorské výběry.

### Vítězství
- 1991 - 1x světový pohár (Mnichov)

## Výsledky
| Turnaj             | 1987       | 1988       | 1989       | 1990       | 1991       | 1992       | 1993       | 1994       | 1995       | 1996       | 1997       |
| Turnaj             | 18         | 19         | 20         | 21         | 22         | 23         | 24         | 25         | 26         | 27         | 28         |
| Turnaj             | superlehká | superlehká | superlehká | superlehká | superlehká | superlehká | superlehká | superlehká | superlehká | superlehká | superlehká |
| ------------------ | ---------- | ---------- | ---------- | ---------- | ---------- | ---------- | ---------- | ---------- | ---------- | ---------- | ---------- |
| Olympijské hry     |            | —          |            |            |            | 3.         |            |            |            | 3.         |            |
| Mistrovství světa  | —          |            | —          |            | úč.        |            | 3.         |            | 5.         |            | úč.        |
| Mistrovství Evropy | —          | —          | úč.        | 5.         | —          | —          | 5.         | —          | úč.        | —          | —          |
| ME juniorů         | 3.         | 3.         | 3.         |            |            |            |            |            |            |            |            |